# サンタクロースが歌ってくれた
『サンタクロースが歌ってくれた』（サンタクロースがうたってくれた）とは、演劇集団キャラメルボックスで上演されているクリスマスを題材とした舞台作品、およびそれを原作とする小説・ラジオドラマ。原作及び脚本・演出は成井豊。

## 概要
1989年初演。以後、1992年・1997年・2010年・2021年に再演されている。
主要人物である芥川・太郎・警部の3役は西川浩幸・上川隆也・近江谷太朗で固定されている（2021年版を除く）。1997年から13年間上演されなかったが、2008年上川が退団する際に提案した事で2010年に4回目の再演が上演された。
2010年東京公演前11月18日 - 28日の10日間だけ脚本・音楽・舞台セットは同じだが完全別キャストで構成された、アナザーキャスト版が上演された。上記三役は在籍劇団員である大内厚雄・岡田達也・阿部丈二が務めた。
1997年は新作『さよならノーチラス号』を上演する予定だったが、成井豊急病により急遽演目を変更。3週間で作り上げた。
1990年には成井自身の手によりノベライズされている。設定は後述のラジオドラマ版に近い。

## あらすじ
ゆきみはクリスマス・イブに友人のすずこに電話をかけ、映画『ハイカラ探偵物語』を観に行こうと誘う。
ハイカラ探偵物語の舞台は、大正5年のクリスマス・イブ。華族の有川家に怪盗黒蜥蜴から宝石を盗みに来ると予告状が届く。警部がやってきたが、突拍子もない事ばかり言って頼りない。そこで有川家の令嬢サヨは友人のフミに、フィアンセである小説家芥川に探偵役を依頼できないか相談する。依頼を受けた芥川は友人の太郎と共に有川家を訪れ、黒蜥蜴と対峙する。
予告編のあらすじを話すゆきみだが、すずこは難色を示す。すずこはこの原作小説を読んでおり、つまらなかったと答える。それでも好きな俳優が芥川役で出ているからと説得し、約束を取り付ける。だが約束の時間になってもすずこは現れず、仕方なくゆきみは映画館の中で待つ事にする。
映画は序盤のクライマックスシーンにさしかかり、芥川は犯人の名前を言おうとするが口籠ってしまう。本来ならその場に居るはずの黒蜥蜴が、忽然と居なくなってしまっていたのだ。部屋は厳重に警備されていて、外に逃げる事は不可能。何処へ逃げたのかと焦る登場人物達だが、突然芥川は黒蜥蜴が「銀幕の外」に逃げたと言いだす。そこで芥川・太郎・警部の三人は銀幕から飛び出し、ゆきみと共に黒蜥蜴を追いかける事に。
丁度その頃。原作小説を読み返して遅れて来たすずこは、映画館から出てきた女性とぶつかる。すずこの持っていた原作小説を見て、犯人はメイドのミツなのか聞いてくる。すずこは小説を確認してミツが犯人だと告げるが、その女性は「犯人はミツではない、犯人は別に居る。」と言い出す。
その女性は、映画から出てきたミツだった。

## 登場人物
- ゆきみ

映画の観客。芥川役の俳優のファン。
- すずこ

ゆきみの友人。芥川龍之介のファン。
- 芥川

ハイカラ探偵物語の主人公。本名:芥川龍之介。25歳。フィアンセのフミに探偵役を頼まれ、有川家を訪れる。設定である25歳(大正五年)よりも後の記憶は所持しておらず、『蜘蛛の糸』や『地獄変』は知らない。
- 太郎

ハイカラ探偵物語のもう一人の主人公。本名:平井太郎、後の江戸川乱歩。22歳。着物に袴履きの書生風の格好をしている。芥川の友人で、助っ人として有川家を訪れた。
- 警部

捜査一課の警部。苗字は菊池。突拍子のない事を言いだしたり、勝手な行動ばかりする。
- サヨ

有川家の令嬢。本名:有川小夜子。フミの同級生で、芥川に探偵役が出来ないか依頼する。
- フミ

サヨの友人で芥川のフィアンセ。本名:塚本文、後の芥川文。
- ハナ

有川家のメイド。サヨに振り回される。
- ミツ

有川家のメイドであり、原作小説・映画共に黒蜥蜴の正体とされている。
- 巡査

警部の部下。苗字は久米。
- 奥様

サヨの母親。本名:有川清子。
- 監督

映画『ハイカラ探偵物語』の監督。

## キャスト

### 1989年初演
- ゆきみ - 大森美紀子
- すずこ - 石川寛美
- 芥川 - 西川浩幸
- 太郎 - 上川隆也
- 警部 - 近江谷太朗
- サヨ - 真柴あずき
- フミ - 伊藤ひろみ
- ハナ - 渡辺宏美
- ミツ - 中村恵子
- 巡査 - 松野芳久
- 奥様 - 遠藤みき子
- 監督 - 成井豊

### 1992年再演
- ゆきみ - 大森美紀子
- すずこ - 石川寛美
- 芥川 - 西川浩幸
- 太郎 - 上川隆也
- 警部 - 近江谷太朗
- サヨ - 真柴あずき/酒井いずみ
- フミ - 伊藤ひろみ
- ハナ - 板垣悦子/町田久美子
- ミツ - 中村恵子/坂口理恵
- 巡査 - 今井義博
- 奥様 - 遠藤みき子/津田匠子
- 監督 - 岡崎健二(劇団離風霊船)

### 1997年再々演
- ゆきみ - 岡田さつき
- すずこ - 坂口理恵
- 芥川 - 西川浩幸
- 太郎 - 上川隆也
- 警部 - 近江谷太朗
- サヨ - 真柴あずき
- フミ - 中村亮子
- ハナ - 前田綾
- ミツ - 明樹由佳
- 巡査 - 大内厚雄/南塚康弘
- 奥様 - 大森美紀子
- 監督 - 細見大輔/今井義博

### 2010年再々々演
- 芥川 - 西川浩幸
- 太郎 - 上川隆也
- 警部 - 近江谷太郎
- ゆきみ - 温井摩耶
- すずこ - 前田綾
- サヨ - 渡邊安理
- フミ - 実川貴美子
- ハナ - 坂口理恵
- ミツ - 岡田さつき
- 巡査 - 三浦剛
- 奥様 - 大森美紀子
- 監督 - 筒井俊作

### 2010年アナザーキャスト版
- 芥川 - 大内厚雄
- 太郎 - 岡田達也
- 警部 - 阿部丈二
- ゆきみ - 井上麻美子
- すずこ - 小林千恵
- サヨ - 真柴あずき
- フミ - 伊藤ひろみ
- ハナ - 原田樹里
- ミツ - 岡内美喜子
- 巡査 - 畑中智行
- 奥様 - 石川寛美
- 監督 - 左東広之

### 2021年再々々々演
- 芥川 - 多田直人
- 太郎 - 畑中智行
- 警部 - 阿部丈二
- ゆきみ - 森めぐみ
- すずこ - 林貴子
- サヨ - 石森美咲
- フミ - 木村玲衣
- ハナ - 山本沙羅
- ミツ - 原田樹里
- 巡査 - 関根翔太
- 奥様 - 岡田さつき
- 監督 - 筒井俊作

## 小説
- サンタクロースが歌ってくれた

著：成井豊（1990年、主婦と生活社 宙ブックス）

## ラジオドラマ
青春アドベンチャーにて1993年12月6日~17日にかけて全10回で放送され、幾度か再放送されている。脚本は吉田玲子。上川のみラジオドラマも続投している。
あらすじや人間関係は舞台版と大きく変わっている。大きな違いとして舞台は登場人物達は銀幕から飛び出すが、ラジオドラマはワープロから飛び出す。劇中劇には大きな違いはないが、芥川達を演じているのは高校生の生徒達(警部は成井の同僚の体育教師)となっており、初演版に役を演じた役者の名前が使われている。

### あらすじ
クリスマスの夕方。高校教師で演劇部顧問の成井は筆が遅く、金欠でワープロが買えないので職員室に居残って脚本を書いていた。トイレに立って帰ってきて再びワープロに向かうが、ワープロの調子が可笑しくなってしまう。すると突然、ワープロから龍之介と近江谷警部の声が聞こえてきた。そこで偶然居合わせたゆきみは、少し前に女性とすれ違ったと話す。するとその時、ワープロから「その女が黒蜥蜴だ！」と言う声が。
一方。すずこは偶然、同級生のみつよに似たミツと出会う。ミツは成井の家に行きたいので、切符代金を貸してほしいと言いだす。すずこもそれに付き合う事にし、一緒に電車に乗り込み成井の家へと向かう。

### キャスト
- 龍之介/西川 - 渡辺いっけい
- 太郎/上川  - 上川隆也
- 近江谷警部/近江谷先生 - 田山涼成
- ミツ - 姿晴香
- フミ - 上代粧子
- 有島小夜子(サヨ) - 若葉ひろみ
- 石川すずこ - 華村りこ
- ゆきみ - 前田悠衣
- 成井 - 浅野和之

## 参考
1. ↑  “キャラメルボックス・ヒストリー”.   演劇集団キャラメルボックス. 2012年12月16日閲覧。